# Устройство городов и горожане при Петре I
К началу царствования Петра Великого потребности городского общества не увеличились: оно не стало богаче, и по-прежнему земледелие в городах соперничало с промышленностью, по-прежнему не существовало хоть сколько-нибудь сносных путей сообщения. Посадские люди жаловались на «всякие большие убытки и разорения» от богатых людей, в основном от приказных людей. Тяжки были казённые платежи.
Между тем, нужды государства во время Петра значительно возросли. Азовские походы, постройка флота, устройство новой армии, Северная война 1700—1721 годов — всё это требовало огромных финансовых средств. Но главные плательщики денежных средств в казну и доверенные чиновники по сбору — посадские люди — страшно «исхудали», правда, не до такой степени, чтобы уж ничего не платить в казну, потому что сборы всё же поступали.
1 марта 1698 году, в отсутствие царя, бывшего за границей, появился указ, в котором подтверждалась отмена вмешательства воевод в денежные сборы с посадских людей, и поручалось собирать казённые деньги «самим тех городов земским старостам и волостным судейкам и целовальникам в земских избах мимо воевод и приказных людей, за выбором всех градских и уездных людей».

## Городская реформа и новое городское устройство
По возвращении из-за границы Пётр, изучив европейское городское устройство, издал в январе 1699 года два указа, касающиеся устройства управления городов в России. По этим указам земские старосты, таможенные и кабацкие головы были переименованы на голландский манер в земских бурмистров и таможенных и кабацких бурмистров, причём в Москве учреждалось особое присутственное место — Бурмистерская палата, которой подчинялись земские избы всех городов. Эти земские избы должны были заменить собой приказные избы и воевод. В Бурмистерскую палату предлагалось гостям, гостиной сотне и посадским и купеческим промышленным людям выбрать из своей среды на годичный срок «добрых и правдивых людей, кого они меж себя и поскольку человек похотят». Подобным же образом были устроены и земские избы по городам. С 17 ноября 1699 года Бурмистерскую палату было приказано именовать ратушей, причём особым указом ратуше жаловалась печать, на которой были изображены «весы из облака в держащей руке, да зрительное око, а кругом подпись: правда на нюже око державствующего зрить».
По смыслу указа ратуше предстояло быть, во-первых, тем «пристойным приказом, ведающим всего Московского государства посадских и купеческих людей и чернослободцев». Таким образом, ратуша стала центральным государственным учреждением, объединяющим в себе всё управление городским торгово-промышленным населением России. Она заменила собой все те разные приказы, в которых до того ведались города. Ратуша стала ведать всё торгово-промышленное население страны в его расправных, челобитных и купеческих делах, являясь местом верховного суда и управы всех городов. Земские избы по городам становились такими же местами суда и расправы для обывателей своего города. На волокиту своих земских изб обыватели могли жаловаться в ратушу, которой были прямо подчинены земские избы всех городов. Все пошлины, сборы, казённые доходы собирались на местах земскими должностными лицами, таможенными и кабацкими бурмистрами, и сдавались ими земскому бурмистру в земской избе. Земский бурмистр, собрав все доходы и подати, отправлял их в Москву, в ратушу. Сборы должны были доставляться в Москву три раза в год: в марте, мае и ноябре. По окончании каждого года таможенные и кабацкие бурмистры сами должны были являться в Москву со своими отчётными книгами, скреплёнными по листам земскими бурмистрами. Везли они с собой и остаточные суммы в мешках за печатью земской избы. Представленные книги и отчёты проверялись в ратуше, и если по книгам выходила недоимка, то её тут же взыскивали с виновного сборщика: становили его на правёж и в течение месяца каждое утро выколачивали недоимку. Если выставленные на правёж не могли заплатить в течение месяца, то их высылали на места их жительства и предписывали земским бурмистрам взыскать недоимки с имущества неисправного сборщика. Если у него имущества не оказывалось, то следующую сумму собирали по раскладке со всех посадских, выбравших в сборщики неисправного человека. В случаях недоставки сборов в законные сроки с бурмистров взыскивали штраф — 10 % со всей суммы следуемого с данной местности дохода.
Такое устройство отчётности в сборах даёт наилучшее представление о целях и характере нового учреждения — оно по преимуществу являлось финансовым учреждением и менее всего возникло для устройства и упорядочения местного управления. Закрепощённому ещё Соборным уложением 1649 года городскому населению Московского государства учреждение ратуши и земских изб облегчало лишь отбывание службы, но не создало никакой другой внутренней организации посадских общин, не облегчало самого тягла.
Мало того, в указе сначала представлялось посадам принять новое устройство и освободиться при отбывании своей службы от начальства воевод, лишь «буде они похотят», причём указывалось, что освобождение от воеводских «обид и налогов, и поборов, и взяток» можно получить лишь при условии платить в казну все оклады в двойном против прежнего размера. Нежелание городского населения следовать новым указам правительства привело к тому, что Пётр отказался от идеи введения двойных платежей, но уже сделало обязательным новое устройство и ввело его во всех городах.
Понемногу новое центральное учреждение устроилось, размежевалось с Большой казной и приказами, получило своё помещение и состав служащих. Как финансовое учреждение, ратуша была подчинена Большой казне, сама же ведала земские избы всех городов. Новое устройство, стремившееся лучше устроить финансовую службу города, смотрело на городских обывателей по-старому, как на тяглецов, обязанных нести известного рода повинности для удовлетворения нужд казны и правительства. С этой точки зрения все выборные представители городов — те же правительственные служилые люди, обязанностью которых являлось блюсти государственные интересы, а не интересы населения. Государство, заинтересованное исключительно в полноте казённых сборов, требовало, чтобы обыватели выбирали на службу богатых людей, имущества которых хватило бы на покрытие всегда возможных недоборов. Поэтому там, где на посаде не оказывалось зажиточных людей, земские избы с выборными бурмистрами так и не появились (не были введены новые учреждения, например, в Сибири, где городское население было очень незначительным).
Новые городские учреждения с ратушей мало что могли поделать с бегством посадского населения. Правда, они устранили самоуправство воеводы и его приказной избы. Однако, по-сути, это устранённое зло было заменено новым. Профессор И.Дитятин говорит по этому поводу:
«Земские избы — учреждение, отличное от прежнего лишь по форме, по составу они — те же приказные избы, лишь выборные; как приказные, так и заменившие их по отношению к посадским и вообще торговым людям земские избы одинаково чужды интересам местных общин, одинаково те и другие на службе у правительства, а не при защите интересов своих избирателей, и тут и там сидят, собственно, те же люди, люди одинакового склада и образа мыслей, и в результате новые учреждения такое же тяжкое бремя для посада, как воевода с приказной избой. Устройство новых учреждений ничем не ограждало обывателя от произвола; правительство, озабоченное лишь правильным и полным сбором податей, только на эту сторону дела обратило серьёзное внимание, только эту сторону своих интересов обставило кое-какими гарантиями. Особенное внимание было обращено на устройство возможно полной и строгой отчётности и ответственности в сборах бурмистров земских, кабацких и таможенных. Всё это кое-как ограждало интересы казны, но интересы обывателя представлялись в полное распоряжение сборщиков, выбранных, правда, обывателями, но ответственных перед правительством».
Постепенно с земских изб и ратуши стали сниматься обязанности по сбору податей и повинностей, которые передавались учреждениям старого типа. Прежде всего, с ратуши снимаются и переводятся в новые канцелярии сборы, не имевшие прямого, непосредственного отношения к торговле; крепостные сборы и печатные пошлины, например, отчисляются в Стрелецкий и Печатный приказы; сборы с рыбных ловель, мельниц и бань отошли в Ижорскую канцелярию Меншикова, занятого в то время устройством завоёванной у шведов Ингерманландии. Производство этих сборов оставалось по-прежнему обязанностью бурмистров, только деньги стали отправляться не в ратушу, а в указанные приказы.
В 1705 году Пётр решил создать при ратуше и земских избах должность особого наблюдателя и инспектора, который был бы независим от всякого местного начальства и непосредственно доносил бы ему самому о всех заведённых непорядках. Инспектором был назначен Алексей Курбатов, изобретатель гербовой бумаги и автор многих прибыльных казне предложений и проектов. Курбатов должен был по указу следить за деятельностью бурмистров, доносить о воровстве. Тогда же публикуется указ, обращающийся ко всем подданным с призывом доносить на замеченные кем-либо злоупотребления, причём доносителям о воровстве земских выборных обещается вознаграждение — ¼ имущества проворовавшегося излюбленного человека и награда в виде вотчины. Холопам за правильный донос даровалась свобода.
Ещё раньше была нарушена цельность устройства посадского быта: из ведения ратуши изъяли целый ряд городов и посадов, приписав их к корабельным верфям на Свири и подчинив А. Д. Меншикову. После этого ратуша с отнятыми у ней отдельными сборами перестала быть центральным учреждением, превратившись в простую земскую избу Москвы.
Учреждение в 1708 году губерний нанесло последний удар значению ратуши, как органа финансового самоуправления городов, которым она обладала в начале своего существования. Губернатор, как начальник губернии, командир и организатор следуемого с губернии количества войска, естественно, был заведующим всеми сборами со всего населения губернии; для торгово-промышленных людей он заменил собой и ратушу и приказы. Подчинённые губернатору коменданты городов — не что иное, как восстановленные воеводы, как они скоро и начинают именоваться. Введение суда ландратов ставит в зависимость от них суд ратуши и земских изб. Земские избы, вместо прежнего подчинения непосредственно центральному учреждению, подчиняются губернатору и коменданту, которым даже было поручено заботиться о том, чтобы «ратушские чины угодными и искусными персоны снабдены были».
Существование ратуши как центрального учреждения можно проследить до 1710 года. Прямого указа об ограничении ведомства ратуши совсем не было издано, и совершилось это ограничение по частям. В 1709 году было приказано всем воеводам, бурмистрам и приказам составить окладные книги денежных и хлебных податей и всяких других окладных сборов и доставить их непосредственно губернаторам. С 1710 года подлинные окладные книги передаются в канцелярию Сената; ратуша обязывается доставить туда же ведомость о сборах таможенной пошлины со времени её учреждения до 1711 года. В 1714 году всем приказам, канцеляриям, ратуше, губерниям, денежным дворам, соляному сбору в приходах и расходах было приказано отчитываться в Ближней канцелярии. В этом указе ратуша поставлена в один ряд с любым приказом и даже с соляным сбором, недавно ей подведомственным.

## Усиление податного гнёта
Правительство Петра в описываемое время всецело продолжает политику XVII века по отношению к городским обывателям. Заинтересованное в полноте податных сборов, оно следило за тем, чтобы посадские не бросали тягла, и стремилось записать в тягло всех, кого можно: посадских запретили брать на какую-либо казённую службу. Беспокоясь о промыслах посадских, как источнике их платёжной силы, правительство Петра прибегло к старой мере: запрещению торговать и промышлять на посадах людям других чинов, хотя бы они и состояли городскими обывателями. Так было запрещено торговать стрельцам.
Начав войну со Швецией, Пётр очутился в затруднительном денежном положении. Казна была пуста. Из всех мер для накопления средств самой надёжной оставалась одна — увеличение размеров податного сбора. Так тягло посадского населения стало расти, увеличивалась и натуральная повинность. Единственным выходом из такого положения для населения стало бегство, богачи же, например, за взятку записывались в придворные истопники, которые были освобождены от уплаты податей.
Правительство отвечало на это бегство теми же мерами, что и в XVII веке, всячески задерживая у тягла ещё не разбежавшихся и возвращая насильно тех беглецов, которых ему удавалось найти.

## Устройство городов после областной реформы
Но изменение центрального органа, Ратуши, ведавшего государственной службой торгово-промышленного населения, мало отразилось на внутреннем состоянии посадского населения. На местах, в посадах и городах, существуют отдельные суды для посадского населения, по-прежнему в их руках сбор податей, как и раньше, они отправляют возложенные на них повинности лично и через избранных ими бурмистров и целовальников. Между самоуправляющимися общинами и правительственной властью стали теперь только губернаторы, которые были наделены контролирующей и надзирающей властью над посадским самоуправлением и посадской службой. В смысле сокращения самоуправления это было, конечно, возвращение к прежнему, вызванное новой нуждой. Пока русское войско состояло в массе из ополчения служилых людей, созывавшегося, когда необходимо, до тех пор и средства, необходимые как на содержание войска, так и на ведение войны, собиралось тоже по мере надобности, и постоянного сбора на содержание военной силы не было. Когда же создалась постоянная армия, то на вооружение, прокормление, обмундирование и обучение её потребовался постоянный источник дохода. Как в прежнее время постоянные расходы постоянно действовавших приказов покрывались постоянными определёнными доходами с городов, приписанных по нескольку к каждому приказу, так и теперь содержание полков было возложено на губернии, между которыми они и были распределены. Понятным следствием этого и было то, что главный организатор всех состоявших при губернии полков — губернатор сделался и финансовым хозяином губернии и посредствующим звеном между посадскими общинами своей губернии и центральной правительственной властью. В таком состоянии взаимоотношение города и центральной власти находилось до 1718 года, когда Пётр серьёзно принялся за «гражданство» после того, как миновали тяжёлые годы войны.

## Торгово-промышленное население
Сам класс торгово-промышленных людей потерпел за это время кое-какие изменения. К посадскому тяглу было приписано ещё по Соборному уложению всё торгово-промышленное население государства. Занятие торговлей и промыслами уже достаточно определяло человека, как посадского тяглеца, и правительство в это время пыталось записать в тяглое посадское население всякого, кто занимался торговлей. Посадскими тяглецами считались не одни только посадские, жители городов, слобод и посадов, но и все чернослободцы, уездные люди поморского края. Если даже в дворцовых сёлах встречались крестьяне, промышлявшие торговлей, то их приписывали к городу, то есть обязывали платить все сборы в том размере, как полагалось с горожан. В посады было приказано даже взять тех владельческих крестьян, которые имели по городам лавки и промыслы. С 1709 года стали брать одинаковую с посадскими подать с тех лиц, которые жили и промышляли, прячась в монастырях.
Дойдя до мысли о возможности иметь податные сборы со всех занимающихся торговлей и промыслами, правительство Петра, очень озабоченное промышленным и торговым развитием страны, пришло к мысли дозволить торговать лицам всех сословий, обложив их сбором, соответствующим тому, который шёл с посадских.
С 1714 года в Москве было разрешено торговать лицам всякого звания, отбывая за это все тягости посадского сословия, кроме земских служб и повинностей. Такие торговцы их дворцовых и владельческих крестьян не были приписаны к посаду, поэтому платили посадские торговые сборы и не были свободны от уплаты волостных и помещичьих доходов. Этот указ послужил началом распадению замкнутости состояния посадских людей: занятие городскими промыслами перестало быть исключительным правом посадских людей. Указ о единонаследии вводил в торгово-промышленную среду новых людей, на этот раз служилого сословия. Двор и лавка должны были переходить к старшему, так же, как у служилых людей вотчины. Пётр думал этой мерой возвысить благосостояние податного класса.

## Налогообложение городских обывателей
Размеры податей с городских обывателей были очень велики. Как и в XVII веке, подати разделялись на постоянные, лежавшие на тяглых людях постоянным окладом, и временные, взимавшиеся по мере надобности, обыкновенно в размере десяти денег с рубля. Подать с посадских взималась по «сохам». Соху составляло определённое количество дворов. Различались сохи «лучших», «средних», «меньших» и «охудалых» посадских людей. Соха лучших людей состояла из 40 дворов, соха средних — из 80, меньших — из 160, «охудалых» — 320 дворов. С каждой сохи взимался одинаковый податной оклад. Следовательно, одну и ту же сумму подати «лучшие» посадские платили с двое меньшего количества дворов, нежели «средние». Возможный недобор с меньших и «охудалых» сох взыскивался с лиц, принадлежащих к сохам «средним» и «лучшим». Со времени введения подушной подати каждый посадский должен был платить 1 рубль 20 копеек в год. Среди повинностей, лежавших на посадских, особенной тягостью отличались рекрутская и постойная повинность. Посадские люди должны были выставлять рекрутов на одинаковом основании с владельческими и казёнными крестьянами, должны были так же снарядить каждого новобранца и снабдить его хлебным запасом. Собственно торговые люди, купцы не подлежали набору, но должны были выставлять за себя рекрута из своих задворных людей, из тех, кто жил вечно на купеческом дворе. На посадских лежала также обязанность снабжать войска провиантом, выставлять лошадей и подводы, чинить дороги и мосты.
Постойная повинность всей своей тягостью ложилась по преимуществу на горожан. Солдаты ставились на квартиры в дома посадских «по скольку человек на двор придётся», вытесняя иной раз хозяев. Под страхом смертной казни солдатам предписывалось на постое жить смирно и не наносить никаких убытков и обид хозяевам.

## Изменения в устройстве городов
С 1718 года, когда начались преобразования в области центрального и местного управления и суда, произошли изменения и в устройстве городов. На Коммерц-коллегию по данному ей регламенту возлагались не только заботы о развитии торговли и промышленности, но и о чисто-сословных интересах торгово-промышленного населения России и о полицейском благоустройстве городов. По регламенту Коммерц-коллегия должна была смотреть «за всеми торгами и торговыми действиями и иметь попечения о путях сообщения, корабельном хождении и о всём том, что к способному учреждению, споспешеству и порядку купечества служить может».
16 января 1721 года был издан регламент Главного магистрата, определяющий состав и назначение нового учреждения. По этому регламенту Главный магистрат должен был состоять из назначенных царём обер-президента и президента и выборных бурмистров и ратманов, из которых половина «от иностранцев», знающих русский язык. В отличие от членов ратуши, члены Главного магистрата и подведомственных ему городских магистратов были бессменны, и звание их соответствовало известной чиновной степени по Табели о рангах — президент Главного магистрата считался в VIII классе, а бургомистры в IX. Тому из магистратских чинов, который покажет «тщательное радение и во всём будет содержать себя честно», обещалось даже шляхетство. «Для смотрения за тем, чтобы магистрат должность свою хранил», на его заседаниях присутствовал прокурор.
Обязанностями Главного магистрата были:
1. учредить во всех городах магистраты;
2. снабдить их уставами;
3. смотреть за тем, чтобы соблюдалось правосудие;
4. учредить полицию;
5. увеличить число мануфактур.

По своему значению в правительственном механизме Главный магистрат был поставлен вровень с коллегиями и подчинён Сенату, куда обер-президент должен был ежемесячно доносить о купеческих делах и представлять обстоятельное доношение о состоянии городов, в коллегии же Главный магистрат представлял свои мнения сведения о состоянии городов.
В 1724 году появились инструкции городовым магистратам, которые предполагалось устроить по образцу петербургского главного магистрата.
По получении ведомостей Главный магистрат должен был разделить все города на пять разрядов:
- Первый: все большие города (Петербург, Москва, Новгород, Вологда, Нижний Новгород и другие, в которых от двух до трёх тысяч дворов);
- Второй: внутренние города с 1000-1500 дворами и некоторые приморские города, как Пернов;
- Третий: города с числом дворов от 500 до 1000;
- Четвёртый: все небольшие города, имевшие 250—500 дворов;
- Пятый: города с числом дворов меньше 250.

Разделив города на предположенные разряды, Главный магистрат должен был устроить в главнейших из них магистраты из выборных граждан, а в меньших — только бургомистерские должности. Губернатором и воеводам было приказано распорядиться каждому в его городе о производстве выборов в магистратские члены.
В больших городах магистрат составляли один президент и три бургомистра, в остальных были два или один бургомистр. При каждом бургомистре состояли ещё ратманы.
Городовые магистраты были прямо подчинены Главному магистрату и его указы были обязаны исполнять неотложно, донося об исполнении рапортом. В противном же случае члены магистрата подлежали штрафу, ссылке, лишению имущества, даже смертной казни.
Главный магистрат являлся верховным судебным учреждением для всех купеческих и ремесленных людей во всех гражданских и уголовных делах, кроме политических. По отношению к Городовым магистратам Главный магистрат как судебное учреждение был тем же, чем являлась Юстиц-коллегия по отношению к надворным судам, низшим же общим судам соответствовали суды бургомистров тех городов, где не было магистратов. Кроме магистратов, никакое присутственное место не имело права судить, допрашивать и наказывать торговых людей. Только в случае обвинения «в дурных словах или в делах к возмущению» городской обыватель подлежал следствию и суду Преображенского приказа, да в случае растраты казённых денег должен был отвечать Коммерц-коллегии.
Кроме суда, магистраты должны были учредить в своих городах под руководством главного магистрата «добрую полицию». Полицейские обязанности магистратов были изложены в особой инструкции, изданной в 1724 году. Магистратам предписывалось обзавестись пожарными инструментами; следить, чтобы граждане не держали в своих домах и не нанимали для работ пришлых людей, если при них нет отпускных писем; следить за беглыми солдатами, «тунеядцами».
Новые учреждения касались по преимуществу верхов городского строя, реформировали, по выражению профессора А. А. Кизеветтера, лишь «верхний этаж», «соприкасающийся с высшей центральной властью и только прикрывавший собой ряд других общинных учреждений, в которых сплетались нити общинно-посадской жизни». Новые учреждения заслонили собой, но не уничтожили старой самоуправляющейся городской посадской общины, создавшейся в московское время. Городовой магистрат был лишь соединительным звеном между центральной администрацией и мирским посадским сходом. Сход выбирал самих членов магистрата так же, как он в XVII веке выбирал земских старост и целовальников. Но в XVII веке это выборное начальство, хотя и поступало в полное распоряжение правительства, как низшие чиновники по финансовой службе, в то же время являлось и представителем избравшего его населения перед правительством. Реформа Петра, установив для избранных членов магистрата необходимость утверждения их центральной властью и лишить общины права сменять выбранных ими бурмистров и ратманов, только больше подчеркнула чиновнический характер новых управителей.
Задачей членов Городского магистрата по самому смыслу учреждения являлось:
1. исполнять приходившие в город распоряжения центрального правительства в тех пределах, какие очерчивал деятельности городовых магистратов регламент;
2. делать известными посадской общине все предписания и распоряжения центральных учреждений, касающиеся города и обывателей;
3. следить за исполнением обывателями всех этих распоряжений, понуждать обывателей строго исполнять все эти распоряжения и доносить верховным учреждениям, как об исполнении, так и о задержке исполнения их предписаний обывателями.

Все эти задачи делали Городские магистраты исполнителями воли государя. Магистрат являлся, следовательно, начальством горожан, а не выразителем их внутренней жизни перед властью. Магистраты должны были распределять между гражданами все чрезвычайные сборы сверх окладных подушных денег, назначавшиеся указами Сената. Затем они должны были собирать средства со своих горожан на удовлетворение городских нужд. Города обладали кое-какими правами в области собственного благоустройства, например, постройки и ремонта общественных зданий — гостиного двора, запасных магазинов и т. п. Всё это иногда предписывалось магистратам делать «с совету со всеми гражданами». По регламенту Главному магистрату и инструкции Городовым магистратам членам магистратов предписывалось призывать к себе «добрых и умных» представителей городского мира для совещания с ними о делах. Раскладка подушной подати и её распределение между плательщиками «по рассмотрению каждого гражданина в пожитках состояния» возлагалась по регламенту на «общее старост и старшин (гильдейских и мирских) со всеми гражданами согласие». Переделы городской земли, пользование выгонами, лугами, другими доходными статьями — всё это могло происходить, по исстари установившемуся обычаю, только при участии горожан, по правилам и порядку, какие установит мирской сход.
Органом этого участия горожан в жизни города и являлись старинные мирские сходы. Посадский мир, по описанию профессора А. А. Кизеветтера, состоял из ряда более мелких самоуправляющихся союзов, соответственно чему и общепосадский сход со своим руководителем и представителем — посадским старостой — являлся лишь завершением ряда других местных учреждений. Мелкие союзы, из которых составлялась посадская община, называлась слободами и сотнями. Все посадские тяглецы расписывались по слободам и сотням. Каждый тяглец нёс посадские платежи и отправлял посадские повинности со своей слободы. Для рассмотрения местных дел созывались слободские и сотенные сходы. Слободы выбирали своих «слободских старост», при которых состояли иногда тоже избранные на слободских сходах товарищи. Слободские старосты при вступлении в должность получали от местного магистрата особые инструкции, по которым слободские старосты должны были:
1. вести списки слобожан плательщиков налогов;
2. собирать сами подати и сборы;
3. следить за недоимками;
4. созывать слободские сходы;
5. надзирать за воспитанием и обучением малолетних слободских сирот;
6. надзирать за описью слободских оброчных статей;
7. представлять, куда надлежит, о слободских нуждах и обо всём, «что будет усмотрено нового к лучшему устроению».

Таким образом, мирской посадский сход и после устройства магистратов остался истинным выразителем жизни и деятельности обывателей города гораздо в большей степени, чем становившийся после избрания его членов «яко начальство» Городовой магистрат. Вот почему не магистрат, а «старостинская изба» являлась тогда сосредоточием общественной жизни горожан, как не бургомистр, а посадский староста был настоящим представителем земского мира. Но посадский староста находился в большом подчинении магистрату, который «указами» через старосту сообщал миру все правительственные распоряжения, а староста отвечал магистрату об исполнении его «указов» доношениями. Посадский староста был, следовательно, и представителем интересов выбравших его горожан перед магистратом, и подчинённым магистрату лицом. Выбирал старосту мир, но его выборы утверждались магистратом. Отвечал за свои действия староста и перед магистратом и перед избравшим его миром. Такое положение должно было ставить старосту иногда в очень неприятное положение: и магистрат и мир одинаково смотрели на него, как на подчинённое каждому из них должностное лицо.
Только староста имел право собирать мирские сходы и выступать на них как председатель. Собирался сход всегда около своей посадской избы или в помещении, устроенном при избе для «мирских советов». Собираться на сходе должны были все тяглецы по повесткам, которые староста рассылал через десятских. К «лучшим и первостатейным людям» староста ездил с повестками сам. Горожане старались собираться на сходы в возможно большом числе и иногда целыми часами не начинали заседания, дожидаясь отсутствующих сограждан. Преобладающее значение на сходах имели первостатейные люди. Это вытекало из всего строя посадской жизни тех времён: круговая порука, лежавшая в основе тяглого строя посадской общины, непременно выдвигала наиболее богатых в качестве первых и главных ответчиков за мир и, тем самым, ставила их в положение начальства. Но и на деле, и посадский сход, являясь выразителем желания и стремлений горожан, на деле выражал эти желания и стремления лишь постольку, поскольку они не противоречили интересам зажиточных людей и магистрата. А так как сам магистрат при общем крепостном строе оказывался в большой зависимости от администрации, то особой широты значение мирских посадских сходов не приобретало, и вся деятельность их, сосредотачиваясь на сравнительно мелких и частных городских делах, мало подходила на самоуправление в широком смысле слова.

## Устройство ремесленных цехов
По новому устройству городов их магистратам было поручено «купечество и мануфактуры размножить». Для развития торговли, сбыта ремесленных изделий, распространения народного довольства и умножения казённых сборов Главный магистрат должен был стараться об увеличении количества ярмарок и торгов. А в больших внутренних и приморских городах устраивать «по примеру иностранных купеческих городов», торговые биржи и выбрать из купечества маклеров, то есть «во всех торгах и вексельных переводах искусных людей». Ещё в 1718 году от мастеров всякого дела стали требовать свидетельства о том, что предъявитель «подлинно такого художества мастеровой человек, а не подложный». С учреждением магистратов Пётр предложил им всех ремесленников разделить по западноевропейскому образцу на цехи, так чтобы каждое ремесло составляло особый цех. Во главе каждого цеха должны были стать алдерманы — старшины. В цех мог записаться всякий начинающий каким-либо ремеслом, будь он даже дворцовый или владельческий крестьянин. Всякого желающего записаться свидетельствовали представители цеха, и если свидетельствуемый представлял достаточные образцы своего искусства в данном ремесле, цех провозглашал его мастером и выдавал ему свидетельство на это звание. Всякому мастеру на его работе, исполненной по заказу или на продажу, предписывалось ставить клеймо, и без клейма никто не имел права продавать свой товар. Клеймо должно было ставить лишь по одобрении работы старшиной цеха. Старшина, если находил работу неудовлетворительной, мог её просто уничтожить. Вводя цеховое устройство, Пётр думал таким образом вызвать движение в ремесленной промышленности, поощрить её развитие, привлечь к занятию ремёслами возможно большее количество рук и сил. Цехи возникли только в Москве и Петербурге, да и там скоро замерли до времён Екатерины II.

## Регулярное и нерегулярное население городов
В будущем Пётр решил сделать магистратские должности несменяемыми, чтобы увеличить их ответственность перед центральной властью. Члены магистратов после выбора их на местах утверждались в должности главным магистратом, который и объявлял их несменяемыми по воле горожан городским начальством. В результате во главе городов были поставлены, как начальство, люди, взятые из среды горожан, занимающиеся одним с ними делом, а потому невольно иногда видевшие в подчинённых соперников и конкурентов в своих частных делах и предприятиях. Это обстоятельство не могло способствовать единению между горожанами и их начальством, а, следовательно, и проявлению в жизни всего, что хотел провести регламент Петра.
Наиболее прочной стороной реформы было определение прав и обязанностей тяглового торгово-промышленного состояния городских обывателей и новая организация городских общин. В регламенте главному магистрату это новое устройство выражено так:
«Понеже вездѣ въ городахъ, не токмо въ большихъ, но въ малыхъ, обрѣтаются жители разныхъ чиновъ, кромѣ посадскихъ изъ которыхъ каждый особливое состояніе имѣютъ, а именно: шляхетство, которое по близости отъ городовъ деревни и усадьбы свои имѣетъ, а иные и сами въ городахъ живутъ домами своими, такожде служители, у дѣлъ приставленные, священство, церковники и иностранные, изъ которыхъ одни ради купечества, а другіе для художества или какого рукодѣлія тамо живутъ, то всѣ такіе люди между гражданами не числятся; а магистрату граждане надлежатъ и въ двухъ гильдіяхъ состоятъ такіе: банкиры, знатные купцы, которые имѣютъ отъѣзжіе большіе торги и которые разными многими товарами въ рядахъ торгуютъ, городскіе докторы, аптекари, лѣкари, шкиперы купеческихъ кораблей, золотари, серебряники, иконники, живописцы, портные, сапожники, кузнецы, плотники, столяры, рѣзчики, токари и симъ подобные, изъ которыхъ первой гильдіи или первостатейные состоятъ и отъ другого подлаго гражданства привилегіями и преимуществами суть отмѣчены, яко: банкиры, знатные купцы, которые имѣютъ отъѣзжіе большіе торги и которые разными товарами въ рядахъ торгуютъ, городскіе докторы, аптекари, лѣкари, шкиперы купеческихъ кораблей, золотари, серебреники, иконники, живописцы. Во второй гильдіи, которые мелочными товарами и харчевыми всякими припасы торгуютъ, такъ же рукомесленые, рѣзчики, токари, столяры, портные, сапожники и симъ подобные. Прочіе же всѣ подлые люди, обрѣтающіеся въ наймахъ и въ черныхъ работахъ, которые нигдѣ между знатными и регулярными гражданами не считаются».
Гильдейские старосты и старшины с согласия граждан, получавшегося на сходках их по слободам и по улицам, уравнивали податные сборы по состоянию каждого лица и составляли при этом окладные книги особо для каждого разряда граждан. Магистрат проверял и утверждал эти книги. Когда до сведения магистрата доходило, что со времени составления оклада «некоторые пожитками пополнились, некоторые же умалились», то он сообщал об этом гильдейским старшинам и приказывал им составить новые уравнительные оклады по совету с гражданами, входящими в гильдии. При расчёте сборов вычисляли по-прежнему десятую деньгу, то есть размер оклада каждого вычислялся в 10 % с утверждённого по последней окладной книге за данным лицом капитала. В 1722 году посадские были избавлены от рекрутчины, причём за рекрутов должны были платить особый сбор, который в 1724 году был определён для торговых людей в 100 рублей.
Постоянная повинность была оставлена на посадских, зато была снята другая, вековая повинность торговых и посадских людей — личная служба по финансовому ведомству.
Это освобождение от обязательной службы вместе с резко подчёркнутым обособлением регулярных горожан от нерегулярных обособляет торгово-промышленный класс в особое сословие, решительно отмежёванное своими особыми правами и обязанностями от дворянства — с одной стороны, и от крестьянства — с другой. Городской регулярный обыватель конца царствования Петра отличался от горожан нерегулярных тем, что участвовал в городском управлении путём избрания членов магистрата, был записан в гильдию и цех или нёс денежную повинность в доле, падавшей на него по общественной раскладке, средства на несение повинностей ему предоставлялось добывать путём занятия промыслами и торговлей.